# Spriana
Spriana är en ort och kommun i provinsen Sondrio i regionen Lombardiet i Italien. Kommunen hade 84 invånare (2018).